# Hephaestion nigricornis
Hephaestion nigricornis är en skalbaggsart som beskrevs av Leon Fairmaire och Germain 1861. Hephaestion nigricornis ingår i släktet Hephaestion och familjen långhorningar. Inga underarter finns listade i Catalogue of Life.